# Isachne henryi
Isachne henryi är en gräsart som beskrevs av S.R.Sriniv. och Puthenpurayil Viswanathan Sreekumar. Isachne henryi ingår i släktet Isachne och familjen gräs. Inga underarter finns listade i Catalogue of Life.